# Lista över fornlämningar i Lindesbergs kommun
Lista över fornlämningar i Lindesbergs kommun är en förteckning av ett urval av de fornlämningar som finns i Lindesbergs kommun.

## Fellingsbro
| Namn                                        | Lämningstyp                      | Tillkomsttid | Historisk indelning      | Plats | Läge                 | ID-nr          | Bild                                      |
| ------------------------------------------- | -------------------------------- | ------------ | ------------------------ | ----- | -------------------- | -------------- | ----------------------------------------- |
| Fellingsbro 4:1                             | Hög                              |              | Fellingsbro, Västmanland |       | 59.419516, 15.698433 | 10222200040001 | Ladda upp en bild av detta fornminne      |
| Fellingsbro 14:1                            | Stensättning                     |              | Fellingsbro, Västmanland |       | 59.420003, 15.624138 | 10222200140001 | Ladda upp en bild av detta fornminne      |
| Fellingsbro 15:1                            | Stensättning                     |              | Fellingsbro, Västmanland |       | 59.421267, 15.626176 | 10222200150001 | Ladda upp en bild av detta fornminne      |
| Fellingsbro 15:2                            | Stensättning                     |              | Fellingsbro, Västmanland |       | 59.421386, 15.625496 | 10222200150002 | Ladda upp en bild av detta fornminne      |
| Fellingsbro 15:3                            | Hög                              |              | Fellingsbro, Västmanland |       | 59.421587, 15.625833 | 10222200150003 | Ladda upp en bild av detta fornminne      |
| Fellingsbro 15:4                            | Hög                              |              | Fellingsbro, Västmanland |       | 59.421337, 15.625207 | 10222200150004 | Ladda upp en bild av detta fornminne      |
| Fellingsbro 16:1                            | Hög                              |              | Fellingsbro, Västmanland |       | 59.424378, 15.621211 | 10222200160001 | Ladda upp en bild av detta fornminne      |
| Fellingsbro 18:1                            | Stensättning                     |              | Fellingsbro, Västmanland |       | 59.424870, 15.621658 | 10222200180001 | Ladda upp en bild av detta fornminne      |
| Fellingsbro 22:1                            | Gravfält                         |              | Fellingsbro, Västmanland |       | 59.425501, 15.620236 | 10222200220001 | Ladda upp en bild av detta fornminne      |
| Fellingsbro 23:1                            | Stensättning                     |              | Fellingsbro, Västmanland |       | 59.423384, 15.612289 | 10222200230001 | Ladda upp en bild av detta fornminne      |
| Fellingsbro 24:1                            | Gravfält                         |              | Fellingsbro, Västmanland |       | 59.424027, 15.613682 | 10222200240001 | Ladda upp en bild av detta fornminne      |
| Fellingsbro 26:1                            | Hög                              |              | Fellingsbro, Västmanland |       | 59.413146, 15.616891 | 10222200260001 | Ladda upp en bild av detta fornminne      |
| Fellingsbro 27:1                            | Hög                              |              | Fellingsbro, Västmanland |       | 59.422611, 15.606362 | 10222200270001 | Ladda upp en bild av detta fornminne      |
| Fellingsbro 28:1                            | Hög                              |              | Fellingsbro, Västmanland |       | 59.426437, 15.601012 | 10222200280001 | Ladda upp en bild av detta fornminne      |
| Fellingsbro 29:1                            | Stensättning                     |              | Fellingsbro, Västmanland |       | 59.426680, 15.602947 | 10222200290001 | Ladda upp en bild av detta fornminne      |
| Fellingsbro 29:2                            | Stensättning                     |              | Fellingsbro, Västmanland |       | 59.426725, 15.602866 | 10222200290002 | Ladda upp en bild av detta fornminne      |
| Fellingsbro 29:3                            | Stensättning                     |              | Fellingsbro, Västmanland |       | 59.426806, 15.602813 | 10222200290003 | Ladda upp en bild av detta fornminne      |
| Fellingsbro 33:1                            | Stensättning                     |              | Fellingsbro, Västmanland |       | 59.430148, 15.579971 | 10222200330001 | Ladda upp en bild av detta fornminne      |
| Fellingsbro 33:2                            | Röse                             |              | Fellingsbro, Västmanland |       | 59.429953, 15.580035 | 10222200330002 | Ladda upp en bild av detta fornminne      |
| Fellingsbro 36:1                            | Röse                             |              | Fellingsbro, Västmanland |       | 59.437504, 15.575990 | 10222200360001 | Ladda upp en till bild av detta fornminne |
| Fellingsbro 36:2                            | Stensättning                     |              | Fellingsbro, Västmanland |       | 59.437160, 15.576750 | 10222200360002 | Ladda upp en bild av detta fornminne      |
| Fellingsbro 39:1                            | Stensättning                     |              | Fellingsbro, Västmanland |       | 59.440722, 15.572323 | 10222200390001 | Ladda upp en bild av detta fornminne      |
| Fellingsbro 39:2                            | Stensättning                     |              | Fellingsbro, Västmanland |       | 59.440766, 15.572179 | 10222200390002 | Ladda upp en bild av detta fornminne      |
| Fellingsbro 40:1                            | Stensättning                     |              | Fellingsbro, Västmanland |       | 59.441060, 15.562657 | 10222200400001 | Ladda upp en bild av detta fornminne      |
| Fellingsbro 46:1                            | Hög                              |              | Fellingsbro, Västmanland |       | 59.444978, 15.581534 | 10222200460001 | Ladda upp en bild av detta fornminne      |
| 3) Slammerbobacken (Fellingsbro 50:1)       | Gravfält                         |              | Fellingsbro, Västmanland |       | 59.450483, 15.586068 | 10222200500001 | Ladda upp en bild av detta fornminne      |
| 3) Slammerbobacken (Fellingsbro 50:2)       | Stensättning                     |              | Fellingsbro, Västmanland |       | 59.450184, 15.586760 | 10222200500002 | Ladda upp en bild av detta fornminne      |
| Fellingsbro 52:1                            | Röse                             |              | Fellingsbro, Västmanland |       | 59.444341, 15.589956 | 10222200520001 | Ladda upp en bild av detta fornminne      |
| Fellingsbro 52:2                            | Röse                             |              | Fellingsbro, Västmanland |       | 59.444542, 15.589544 | 10222200520002 | Ladda upp en bild av detta fornminne      |
| Fellingsbro 52:3                            | Röse                             |              | Fellingsbro, Västmanland |       | 59.444591, 15.589304 | 10222200520003 | Ladda upp en till bild av detta fornminne |
| Fellingsbro 55:1                            | Stensättning                     |              | Fellingsbro, Västmanland |       | 59.443463, 15.603067 | 10222200550001 | Ladda upp en bild av detta fornminne      |
| Fellingsbro 58:1                            | Hög                              |              | Fellingsbro, Västmanland |       | 59.434945, 15.615784 | 10222200580001 | Ladda upp en bild av detta fornminne      |
| Fellingsbro 59:1                            | Gravfält                         |              | Fellingsbro, Västmanland |       | 59.436972, 15.614725 | 10222200590001 | Ladda upp en bild av detta fornminne      |
| Fellingsbro 61:1                            | Stensättning                     |              | Fellingsbro, Västmanland |       | 59.437738, 15.614587 | 10222200610001 | Ladda upp en bild av detta fornminne      |
| Fellingsbro 61:2                            | Stensättning                     |              | Fellingsbro, Västmanland |       | 59.437827, 15.614499 | 10222200610002 | Ladda upp en bild av detta fornminne      |
| Fellingsbro 62:1                            | Hög                              |              | Fellingsbro, Västmanland |       | 59.438763, 15.611191 | 10222200620001 | Ladda upp en bild av detta fornminne      |
| Fellingsbro 63:1                            | Gravfält                         |              | Fellingsbro, Västmanland |       | 59.437404, 15.622377 | 10222200630001 | Ladda upp en bild av detta fornminne      |
| Aspbacken (Fellingsbro 64:1)                | Stensättning                     |              | Fellingsbro, Västmanland |       | 59.447106, 15.606163 | 10222200640001 | Ladda upp en bild av detta fornminne      |
| Aspbacken (Fellingsbro 64:2)                | Stensättning                     |              | Fellingsbro, Västmanland |       | 59.447102, 15.605941 | 10222200640002 | Ladda upp en bild av detta fornminne      |
| Fellingsbro 65:1                            | Hög                              |              | Fellingsbro, Västmanland |       | 59.462574, 15.572731 | 10222200650001 | Ladda upp en bild av detta fornminne      |
| Dyrberg (Fellingsbro 66:1)                  | Stensättning                     |              | Fellingsbro, Västmanland |       | 59.464310, 15.571946 | 10222200660001 | Ladda upp en bild av detta fornminne      |
| Fellingsbro 67:1                            | Stensättning                     |              | Fellingsbro, Västmanland |       | 59.469188, 15.580504 | 10222200670001 | Ladda upp en bild av detta fornminne      |
| Fellingsbro 67:2                            | Stensättning                     |              | Fellingsbro, Västmanland |       | 59.469076, 15.580407 | 10222200670002 | Ladda upp en bild av detta fornminne      |
| Fellingsbro 67:3                            | Hög                              |              | Fellingsbro, Västmanland |       | 59.469040, 15.579703 | 10222200670003 | Ladda upp en bild av detta fornminne      |
| Fellingsbro 71:1                            | Stensättning                     |              | Fellingsbro, Västmanland |       | 59.469580, 15.573839 | 10222200710001 | Ladda upp en bild av detta fornminne      |
| Fellingsbro 71:2                            | Hög                              |              | Fellingsbro, Västmanland |       | 59.469764, 15.573487 | 10222200710002 | Ladda upp en bild av detta fornminne      |
| Fellingsbro 71:3                            | Hög                              |              | Fellingsbro, Västmanland |       | 59.469836, 15.573358 | 10222200710003 | Ladda upp en bild av detta fornminne      |
| Fellingsbro 72:1                            | Stensättning                     |              | Fellingsbro, Västmanland |       | 59.472414, 15.566382 | 10222200720001 | Ladda upp en bild av detta fornminne      |
| Fellingsbro 73:1                            | Hög                              |              | Fellingsbro, Västmanland |       | 59.472979, 15.562685 | 10222200730001 | Ladda upp en bild av detta fornminne      |
| Fellingsbro 73:2                            | Stensättning                     |              | Fellingsbro, Västmanland |       | 59.472901, 15.562691 | 10222200730002 | Ladda upp en bild av detta fornminne      |
| Fellingsbro 73:3                            | Stensättning                     |              | Fellingsbro, Västmanland |       | 59.472811, 15.562680 | 10222200730003 | Ladda upp en bild av detta fornminne      |
| Kattlundsbacken (Fellingsbro 74:1)          | Gravfält                         |              | Fellingsbro, Västmanland |       | 59.471792, 15.610522 | 10222200740001 | Ladda upp en till bild av detta fornminne |
| Fellingsbro 75:2                            | Stensättning                     |              | Fellingsbro, Västmanland |       | 59.472535, 15.609846 | 10222200750002 | Ladda upp en bild av detta fornminne      |
| Fellingsbro 75:3                            | Stensättning                     |              | Fellingsbro, Västmanland |       | 59.472514, 15.610086 | 10222200750003 | Ladda upp en bild av detta fornminne      |
| Fellingsbro 76:1                            | Gravfält                         |              | Fellingsbro, Västmanland |       | 59.470856, 15.610152 | 10222200760001 | Ladda upp en bild av detta fornminne      |
| Iskällaberget/Danskhögen (Fellingsbro 77:1) | Gravfält                         |              | Fellingsbro, Västmanland |       | 59.473112, 15.620427 | 10222200770001 | Ladda upp en till bild av detta fornminne |
| Borfona skans (Fellingsbro 78:1)            | Fornborg                         |              | Fellingsbro, Västmanland |       | 59.457487, 15.609743 | 10222200780001 | Ladda upp en till bild av detta fornminne |
| Fellingsbro 79:1                            | Stensättning                     |              | Fellingsbro, Västmanland |       | 59.456494, 15.599900 | 10222200790001 | Ladda upp en bild av detta fornminne      |
| Fellingsbro 80:1                            | Stensättning                     |              | Fellingsbro, Västmanland |       | 59.462788, 15.588177 | 10222200800001 | Ladda upp en bild av detta fornminne      |
| Fellingsbro 81:1                            | Stensättning                     |              | Fellingsbro, Västmanland |       | 59.458668, 15.589878 | 10222200810001 | Ladda upp en bild av detta fornminne      |
| Fellingsbro 82:1                            | Gravfält                         |              | Fellingsbro, Västmanland |       | 59.437652, 15.633198 | 10222200820001 | Ladda upp en bild av detta fornminne      |
| Fellingsbro 83:1                            | Gravfält                         |              | Fellingsbro, Västmanland |       | 59.436520, 15.637741 | 10222200830001 | Ladda upp en bild av detta fornminne      |
| Fellingsbro 84:1                            | Gravfält                         |              | Fellingsbro, Västmanland |       | 59.437228, 15.639063 | 10222200840001 | Ladda upp en bild av detta fornminne      |
| Fellingsbro 85:1                            | Stensättning                     |              | Fellingsbro, Västmanland |       | 59.442859, 15.636274 | 10222200850001 | Ladda upp en bild av detta fornminne      |
| Fellingsbro 89:1                            | Gravfält                         |              | Fellingsbro, Västmanland |       | 59.441201, 15.676088 | 10222200890001 | Ladda upp en bild av detta fornminne      |
| Fellingsbro 90:1                            | Gravfält                         |              | Fellingsbro, Västmanland |       | 59.438102, 15.689846 | 10222200900001 | Ladda upp en bild av detta fornminne      |
| Fellingsbro 93:1                            | Stensättning                     |              | Fellingsbro, Västmanland |       | 59.445682, 15.693872 | 10222200930001 | Ladda upp en bild av detta fornminne      |
| Fellingsbro 93:2                            | Stensättning                     |              | Fellingsbro, Västmanland |       | 59.445560, 15.693881 | 10222200930002 | Ladda upp en bild av detta fornminne      |
| Fellingsbro 94:1                            | Hög                              |              | Fellingsbro, Västmanland |       | 59.444968, 15.694090 | 10222200940001 | Ladda upp en bild av detta fornminne      |
| Tossbyn (Fellingsbro 97:1)                  | Gravfält                         |              | Fellingsbro, Västmanland |       | 59.453036, 15.697144 | 10222200970001 | Ladda upp en bild av detta fornminne      |
| Fellingsbro 99:1                            | Gravfält                         |              | Fellingsbro, Västmanland |       | 59.459559, 15.639888 | 10222200990001 | Ladda upp en bild av detta fornminne      |
| Dansarekullen (Fellingsbro 103:1)           | Hög                              |              | Fellingsbro, Västmanland |       | 59.612735, 15.429826 | 10222201030001 | Ladda upp en bild av detta fornminne      |
| Finnåkers skans (Fellingsbro 126:1)         | Fornborg                         |              | Fellingsbro, Västmanland |       | 59.549397, 15.535075 | 10222201260001 | Ladda upp en bild av detta fornminne      |
| Finnåker (Fellingsbro 129:1)                | Stensättning                     |              | Fellingsbro, Västmanland |       | 59.540927, 15.577174 | 10222201290001 | Ladda upp en bild av detta fornminne      |
| Finnåker (Fellingsbro 129:2)                | Stensättning                     |              | Fellingsbro, Västmanland |       | 59.541198, 15.577488 | 10222201290002 | Ladda upp en bild av detta fornminne      |
| Fellingsbro 130:1                           | Gravfält                         |              | Fellingsbro, Västmanland |       | 59.534540, 15.600032 | 10222201300001 | Ladda upp en bild av detta fornminne      |
| Fellingsbro 139:1                           | Stensättning                     |              | Fellingsbro, Västmanland |       | 59.485295, 15.644721 | 10222201390001 | Ladda upp en bild av detta fornminne      |
| Fellingsbro 142:1                           | Gravfält                         |              | Fellingsbro, Västmanland |       | 59.485865, 15.612200 | 10222201420001 | Ladda upp en bild av detta fornminne      |
| Fellingsbro 151:1                           | Gravfält                         |              | Fellingsbro, Västmanland |       | 59.471575, 15.558991 | 10222201510001 | Ladda upp en bild av detta fornminne      |
| Fellingsbro 152:1                           | Gravfält                         |              | Fellingsbro, Västmanland |       | 59.474373, 15.552449 | 10222201520001 | Ladda upp en bild av detta fornminne      |
| Fellingsbro 157:1                           | Stensättning                     |              | Fellingsbro, Västmanland |       | 59.444668, 15.578242 | 10222201570001 | Ladda upp en bild av detta fornminne      |
| Ravelshed (Fellingsbro 172:1)               | Gravfält                         |              | Fellingsbro, Västmanland |       | 59.467922, 15.488334 | 10222201720001 | Ladda upp en bild av detta fornminne      |
| Fellingsbro 203:1                           | Hög                              |              | Fellingsbro, Västmanland |       | 59.476592, 15.538087 | 10222202030001 | Ladda upp en bild av detta fornminne      |
| Fellingsbro 205:1                           | Hög                              |              | Fellingsbro, Västmanland |       | 59.471449, 15.608440 | 10222202050001 | Ladda upp en bild av detta fornminne      |
| Fellingsbro 205:2                           | Stensättning                     |              | Fellingsbro, Västmanland |       | 59.471379, 15.608526 | 10222202050002 | Ladda upp en bild av detta fornminne      |
| 3) Hedkrogen (Fellingsbro 206:1)            | Gravfält                         |              | Fellingsbro, Västmanland |       | 59.494165, 15.521922 | 10222202060001 | Ladda upp en till bild av detta fornminne |
| Fellingsbro 209:1                           | Hög                              |              | Fellingsbro, Västmanland |       | 59.518011, 15.504241 | 10222202090001 | Ladda upp en bild av detta fornminne      |
| Sällinge Sand (Fellingsbro 210:1)           | Gravfält                         |              | Fellingsbro, Västmanland |       | 59.517247, 15.504018 | 10222202100001 | Ladda upp en till bild av detta fornminne |
| Fellingsbro 212:1                           | Stensättning                     |              | Fellingsbro, Västmanland |       | 59.499879, 15.515218 | 10222202120001 | Ladda upp en bild av detta fornminne      |
| Fellingsbro 212:2                           | Stensättning                     |              | Fellingsbro, Västmanland |       | 59.499807, 15.515295 | 10222202120002 | Ladda upp en bild av detta fornminne      |
| Fellingsbro 212:3                           | Stensättning                     |              | Fellingsbro, Västmanland |       | 59.499841, 15.515466 | 10222202120003 | Ladda upp en bild av detta fornminne      |
| Fellingsbro 213:1                           | Hög                              |              | Fellingsbro, Västmanland |       | 59.499098, 15.488612 | 10222202130001 | Ladda upp en bild av detta fornminne      |
| Fellingsbro 216:1                           | Gravfält                         |              | Fellingsbro, Västmanland |       | 59.482368, 15.477436 | 10222202160001 | Ladda upp en bild av detta fornminne      |
| Fellingsbro 217:1                           | Gravfält                         |              | Fellingsbro, Västmanland |       | 59.483330, 15.475089 | 10222202170001 | Ladda upp en bild av detta fornminne      |
| Fellingsbro 218:1                           | Gravfält                         |              | Fellingsbro, Västmanland |       | 59.482579, 15.471318 | 10222202180001 | Ladda upp en bild av detta fornminne      |
| Smedkullen (Fellingsbro 219:1)              | Hög                              |              | Fellingsbro, Västmanland |       | 59.482211, 15.470635 | 10222202190001 | Ladda upp en till bild av detta fornminne |
| Fellingsbro 220:1                           | Stensättning                     |              | Fellingsbro, Västmanland |       | 59.479399, 15.463313 | 10222202200001 | Ladda upp en bild av detta fornminne      |
| Romare skans m fl (Fellingsbro 223:1)       | Fornborg                         |              | Fellingsbro, Västmanland |       | 59.491377, 15.458778 | 10222202230001 | Ladda upp en bild av detta fornminne      |
| Fellingsbro 225:1                           | Stensättning                     |              | Fellingsbro, Västmanland |       | 59.437566, 15.464304 | 10222202250001 | Ladda upp en bild av detta fornminne      |
| Svenskgraven (Fellingsbro 229:1)            | Hög                              |              | Fellingsbro, Västmanland |       | 59.483248, 15.469961 | 10222202290001 | Ladda upp en bild av detta fornminne      |
| Fellingsbro 230:1                           | Gravfält                         |              | Fellingsbro, Västmanland |       | 59.477622, 15.539488 | 10222202300001 | Ladda upp en bild av detta fornminne      |
| Fellingsbro 248:1                           | Stensättning                     |              | Fellingsbro, Västmanland |       | 59.433221, 15.568852 | 10222202480001 | Ladda upp en bild av detta fornminne      |
| Fellingsbro 254:1                           | Stensättning                     |              | Fellingsbro, Västmanland |       | 59.471845, 15.527488 | 10222202540001 | Ladda upp en bild av detta fornminne      |
| Fellingsbro 261:1                           | Gravfält                         |              | Fellingsbro, Västmanland |       | 59.473230, 15.474601 | 10222202610001 | Ladda upp en bild av detta fornminne      |
| Fellingsbro 265:1                           | Gravfält                         |              | Fellingsbro, Västmanland |       | 59.477924, 15.542297 | 10222202650001 | Ladda upp en bild av detta fornminne      |
| Kapellet (Fellingsbro 270:1)                | Kyrka/kapell                     |              | Fellingsbro, Västmanland |       | 59.405560, 15.515537 | 10222202700001 | Ladda upp en till bild av detta fornminne |
| Fellingsbro 271:1                           | Röse                             |              | Fellingsbro, Västmanland |       | 59.405103, 15.511699 | 10222202710001 | Ladda upp en bild av detta fornminne      |
| Fellingsbro 271:2                           | Röse                             |              | Fellingsbro, Västmanland |       | 59.404822, 15.511417 | 10222202710002 | Ladda upp en bild av detta fornminne      |
| Rövarkulorna m fl (Fellingsbro 272:1)       | Röse                             |              | Fellingsbro, Västmanland |       | 59.404216, 15.506977 | 10222202720001 | Ladda upp en till bild av detta fornminne |
| Rövarkulorna m fl (Fellingsbro 273:1)       | Röse                             |              | Fellingsbro, Västmanland |       | 59.404250, 15.505538 | 10222202730001 | Ladda upp en bild av detta fornminne      |
| Fellingsbro 276:1                           | Stensättning                     |              | Fellingsbro, Västmanland |       | 59.403504, 15.615669 | 10222202760001 | Ladda upp en bild av detta fornminne      |
| Fellingsbro 277:1                           | Gravfält                         |              | Fellingsbro, Västmanland |       | 59.402427, 15.616176 | 10222202770001 | Ladda upp en bild av detta fornminne      |
| Fellingsbro 295:1                           | Stensättning                     |              | Fellingsbro, Västmanland |       | 59.455960, 15.619845 | 10222202950001 | Ladda upp en bild av detta fornminne      |
| Fellingsbro 346:1                           | Stensättning                     |              | Fellingsbro, Västmanland |       | 59.523971, 15.536512 | 10222203460001 | Ladda upp en bild av detta fornminne      |
| Fellingsbro 361:1                           | Stensättning                     |              | Fellingsbro, Västmanland |       | 59.413663, 15.530525 | 10222203610001 | Ladda upp en bild av detta fornminne      |
| Fellingsbro 451:1                           | Hällristning                     |              | Fellingsbro, Västmanland |       | 59.476400, 15.623221 | 10222204510001 | Ladda upp en bild av detta fornminne      |
| Fellingsbro 542:1                           | Stensättning                     |              | Fellingsbro, Västmanland |       | 59.540379, 15.577065 | 10222205420001 | Ladda upp en bild av detta fornminne      |
| Stensta bruk (Fellingsbro 644)              | Husgrund, förhistorisk/medeltida |              | Fellingsbro, Västmanland |       | 59.505593, 15.449520 | 12000000110670 | Ladda upp en bild av detta fornminne      |

## Linde
| Namn        | Lämningstyp             | Tillkomsttid | Historisk indelning | Plats | Läge                 | ID-nr          | Bild                                 |
| ----------- | ----------------------- | ------------ | ------------------- | ----- | -------------------- | -------------- | ------------------------------------ |
| Linde 101:1 | Grav- och boplatsområde |              | Linde, Västmanland  |       | 59.704753, 15.116906 | 10224901010001 | Ladda upp en bild av detta fornminne |
| Linde 104:1 | Stensättning            |              | Linde, Västmanland  |       | 59.705295, 15.119026 | 10224901040001 | Ladda upp en bild av detta fornminne |
| Linde 104:2 | Stensättning            |              | Linde, Västmanland  |       | 59.705283, 15.119243 | 10224901040002 | Ladda upp en bild av detta fornminne |
| Linde 160:1 | Hällristning            |              | Linde, Västmanland  |       | 59.762745, 15.072217 | 10224901600001 | Ladda upp en bild av detta fornminne |
| Linde 609:1 | Hällristning            |              | Linde, Västmanland  |       | 59.633395, 15.088351 | 10224906090001 | Ladda upp en bild av detta fornminne |

## Lindesberg
| Namn                     | Lämningstyp                      | Tillkomsttid | Historisk indelning     | Plats | Läge                 | ID-nr          | Bild                                 |
| ------------------------ | -------------------------------- | ------------ | ----------------------- | ----- | -------------------- | -------------- | ------------------------------------ |
| Namnhällen (Linde 281:1) | Ristning, medeltid/historisk tid |              | Lindesberg, Västmanland |       | 59.616026, 15.190672 | 10224902810001 | Ladda upp en bild av detta fornminne |

## Näsby
| Namn                           | Lämningstyp      | Tillkomsttid | Historisk indelning | Plats | Läge                 | ID-nr          | Bild                                 |
| ------------------------------ | ---------------- | ------------ | ------------------- | ----- | -------------------- | -------------- | ------------------------------------ |
| Näsby 5:1                      | Röse             |              | Näsby, Västmanland  |       | 59.456861, 15.416908 | 10224600050001 | Ladda upp en bild av detta fornminne |
| Kolerakyrkogården (Näsby 12:1) | Begravningsplats |              | Näsby, Västmanland  |       | 59.468506, 15.370577 | 10224600120001 | Ladda upp en bild av detta fornminne |